# Liste der Stolpersteine in Grünheide (Mark)

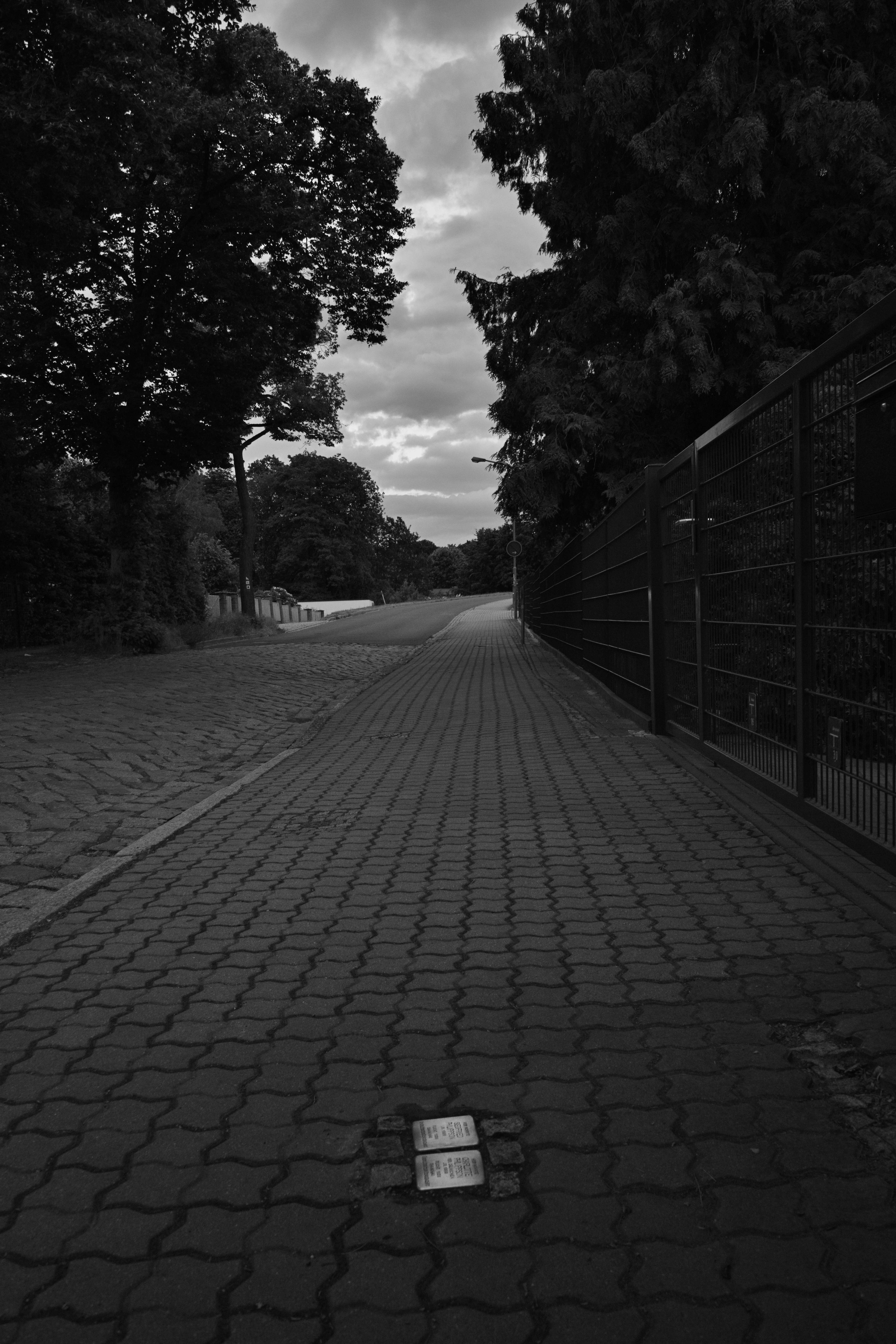
Stolpersteine in der Altbuchhorster Straße

Die Liste der Stolpersteine in Grünheide (Mark) umfasst jene Stolpersteine, die vom Kölner Künstler Gunter Demnig in der brandenburgischen Gemeinde Grünheide (Mark) verlegt wurden. Stolpersteine erinnern an das Schicksal der Menschen, die von den Nationalsozialisten ermordet, deportiert, vertrieben oder in den Suizid getrieben wurden. Die Stolpersteine wurden vom Kölner Künstler Gunter Demnig konzipiert und werden in der Regel von ihm vor dem letzten selbstgewählten Wohnsitz des Opfers verlegt.
Die ersten Verlegungen in Grünheide (Mark) erfolgten am 2. April 2013.

## Verlegte Stolpersteine
In Grünheide (Mark) wurden bisher insgesamt elf Stolpersteine an sechs Adressen verlegt.
| Stolperstein | Inschrift | Verlegeort                             | Name, Leben                                                                        |
| ------------ | --- | -------------------------------------- | ---------------------------------------------------------------------------------- |
|              | HIER WOHNTE MAX BAUDE JG. 1866 DEPORTIERT 1942 THERESIENSTADT TOT 3.2.1943                                           | Grünheide, Waldeck 1                   | Max Baude wurde am 31. Mai 1866 geboren.                                           |
|              | HIER WOHNTE MINNA BAUDE GEB. BERNSTEIN JG. 1868 TOT 25.6.1942 JÜDISCHES KRANKENHAUS BERLIN TODESURSACHE UNKLAR       | Grünheide, Waldeck 1                   | Minna Baude geb. Bernstein wurde am 7. Dezember 1868 geboren.                      |
|              | HIER WOHNTE CÄCILIE BECKER GEB. JOSEPH JG. 1876 DEPORTIERT 1942 THERESIENSTADT ERMORDET 26.9.1942 TREBLINKA          | Altbuchhorst, Luisenstraße 5           | Cäcilie Becker geb. Joseph wurde am 16. April 1876 geboren.                        |
|              | HIER WOHNTE GERTRUD DYMAK GEB. BECKER JG. 1908 DEPORTIERT 1943 ERMORDET IN AUSCHWITZ                                 | Altbuchhorst, Luisenstraße 5           | Gertrud Dymak geb. Becker wurde am 4. April 1908 geboren.                          |
|              | HIER WOHNTE EMILIE LUISE JELLINEK GEB. MIETHE JG. 1880 GEDEMÜTIGT / ENTRECHTET ZWANGSWEISE UMGEZOGEN BERLIN ÜBERLEBT | Fangschleuse, Löcknitzstraße 38        | Emilie Luise Jellinek geb. Miethe wurde am 18. Juni 1880 geboren.                  |
|              | HIER WOHNTE MAX JELLINEK JG. 1874 GEDEMÜTIGT / ENTRECHTET ZWANGSWEISE UMGEZOGEN BERLIN TOT 5.8.1943                  | Fangschleuse, Löcknitzstraße 38        | Max Jellinek wurde am 16. Oktober 1874 geboren.                                    |
|              | HIER WOHNTE LEO MICHAELIS JG. 1882 DEPORTIERT 1941 ERMORDET IN MINSK                                                 | Fangschleuse, Bergluch 2               | Leo Michaelis wurde am 6. September 1882 geboren.                                  |
|              | HIER WOHNTE HANS NESEMANN JG. 1884 1934 ENTLASSEN GEDEMÜTIGT / ENTRECHTET MEHRMALS UNFREIWILLIG VERZOGEN ÜBERLEBT    | Fangschleuse, Ernst-Thälmann-Straße 19 | Alfred Johannes Hans Nesemann wurde am 18. Februar 1884 geboren.                   |
|              | HIER WOHNTE NATALIE NESEMANN GEB. KIRCHHEIM JG. 1892 GEDEMÜTIGT / ENTRECHTET MEHRMALS UNFREIWILLIG VERZOGEN ÜBERLEBT | Fangschleuse, Ernst-Thälmann-Straße 19 | Natalie Nesemann geb. Kirchheim wurde am 24. Oktober 1892 geboren.                 |
|              | HIER WOHNTE CHARLOTTE PHILIPPSON GEB. DÄUMICHEN JG. 1899 FLUCHT 1939 SHANGHAI ÜBERLEBT / ZURÜCKGEKEHRT               | Altbuchhorst, Altbuchhorster Straße 14 | Charlotte Viktoria Bertha Philippson geb. Däumichen wurde am 27. Mai 1899 geboren. |
|              | HIER WOHNTE SIEGFRIED PHILIPPSON JG. 1896 FLUCHT 1939 SHANGHAI ÜBERLEBT / ZURÜCKGEKEHRT                              | Altbuchhorst, Altbuchhorster Straße 14 | Siegfried Philippson wurde am 4. Mai 1896 geboren.                                 |

## Verlegungen
- 2. April 2013
- 22. Juni 2015